# Танковый биатлон
Та́нковый биатлон — прикладные состязания между танковыми экипажами в искусстве вождения танка и точности стрельбы из установленного на танках основного и дополнительного вооружения, среди разных вооружённых сил государств и стран мира. Традиционно проводится на полигоне «Алабино» в Московской области в рамках Международных армейских игр.

## История

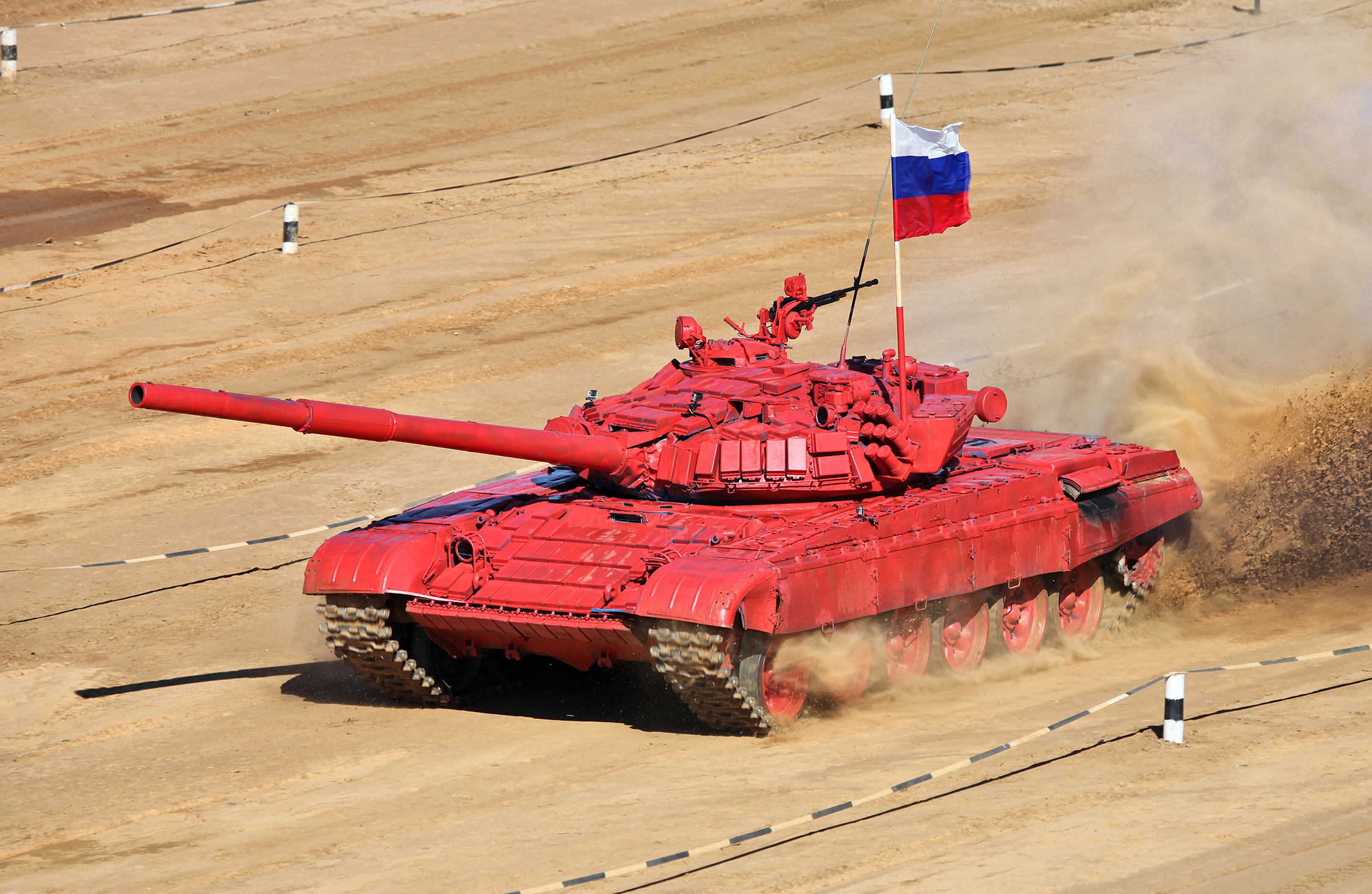
Танк российской команды в 2013 году.

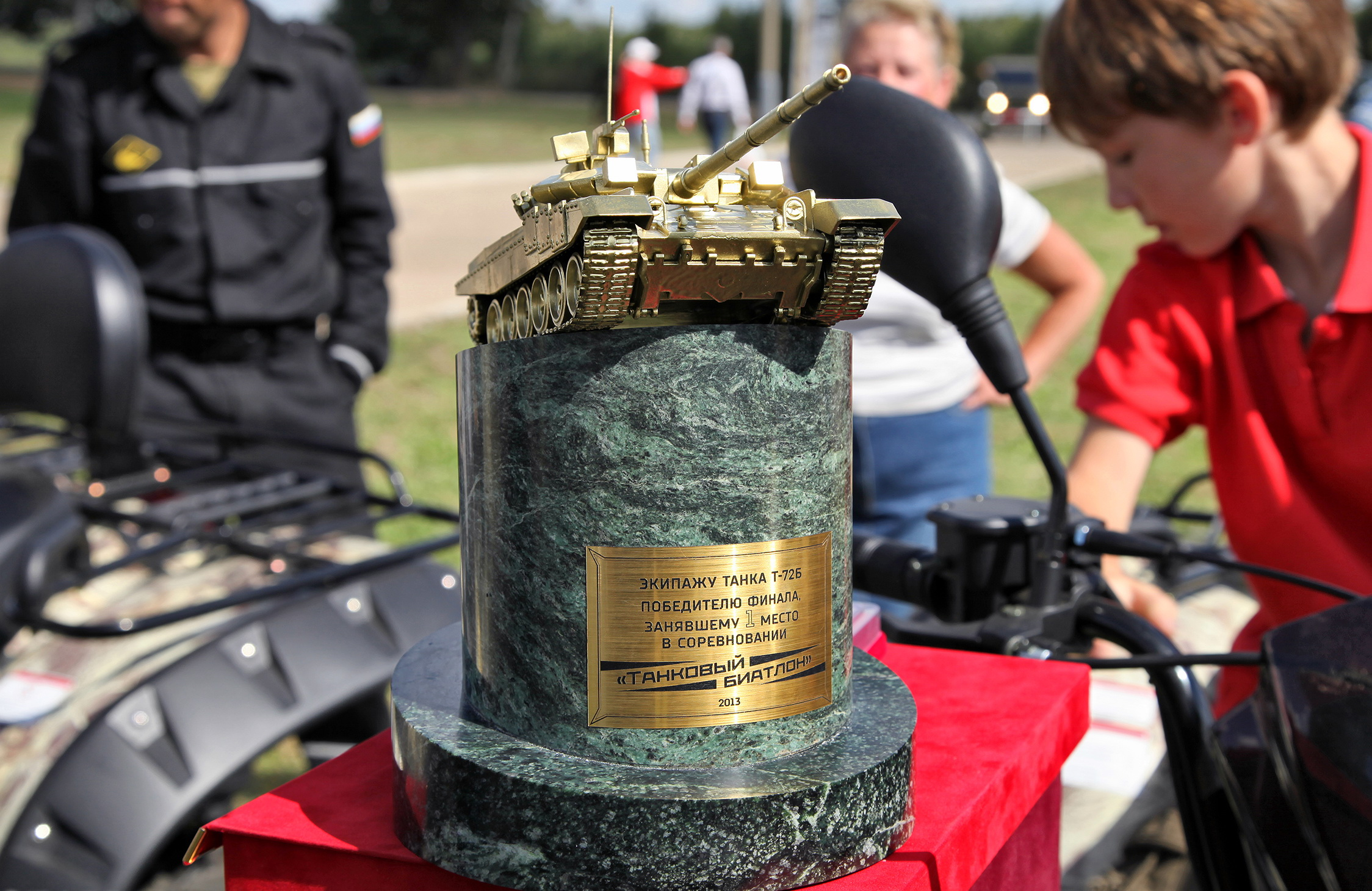
Награда победителю международного этапа в 2013 году.

Согласно информации Министерства обороны России, данный вид военно-прикладного спорта был изобретён летом 2013 года министром обороны Российской Федерации С. К. Шойгу. Современный танковый биатлон в рамках армейских игр проводится ежегодно в августе на территории территориального управления Калининец Наро-Фоминского городского округа Московской области.
Первый биатлон в 2013 году проходил как соревнование российских танкистов, в котором в финальном этапе принимали участие команды из других стран. Потому он носил название чемпионата России по танковому биатлону 2013 года. Впоследствии соревнования стали носить международный характер, а российские отборочные соревнования не афишировались.
В 2020 году появилась официальная видеоигровая версия состязаний по танковому биатлону — одноимённое событие в военном онлайн-симуляторе War Thunder.
В 2023 году танковый биатлон не проводился. Источники ТАСС сообщили, что он теперь будет проводиться раз в два года и в следующий раз пройдёт в 2024 году. Однако в 2024 году биатлон снова был отменён.

## Международные соревнования
Соревнования по танковому биатлону проходят в России ежегодно с 2013 года, в июле-августе, на полигоне «Алабино». С момента основания танкового биатлона в 2013 году на чемпионатах мира приняло участие 31 команда. 22-е сборных выходили в эстафеты хотя бы в одном сезоне.
В таблице указаны места команд по итогам чемпионатов мира. В колонке «Рейтинг» указано среднее арифметическое мест, занятых командами.
Начиная с Чемпионата мира 2019 года, команды были разделены на два дивизиона. В Первый дивизион вошли 12 команд, занявших в предыдущем чемпионате высшие места. Во Второй дивизион вошли остальные команды, а также команды, участвующие впервые. Для команд Второго дивизиона первая цифра в таблице означает место в дивизионе, вторая цифра — место в общем зачёте.
На Чемпионате мира 2022 года командный рейтинг Второго дивизиона был рассчитан по результатам индивидуальных заездов. Полуфинальные и финальная эстафеты в 2022 году во Втором дивизионе не проводились.
| Команда            | Рейтинг | 2013 | 2014 | 2015 | 2016 | 2017 | 2018 | 2019  | 2020 | 2021 | 2022  |
| ------------------ | ------- | ---- | ---- | ---- | ---- | ---- | ---- | ----- | ---- | ---- | ----- |
| Россия             | 1.00    | 1    | 1    | 1    | 1    | 1    | 1    | 1     | 1    | 1    | 1     |
| Китай              | 2.78    |      | 3    | 2    | 2    | 3    | 2    | 6     | 2    | 2    | 3     |
| Казахстан          | 3.50    | 2    | 4    | 4    | 3    | 2    | 4    | 3     | 5    | 3    | 5     |
| Беларусь           | 3.56    | 3    | 5    |      | 4    | 4    | 3    | 2     | 3    | 6    | 2     |
| Азербайджан        | 5.00    |      |      |      | 7    | 5    | 5    | 4     | 4    | 4    | 6     |
| Сербия             | 7.00    |      | 8    | 3    | 5    | 6    | 11   | 8     | 7    | 8    |       |
| Индия              | 7.00    |      | 6    | 5    | 6    | 12   | 6    |       |      |      |       |
| Армения            | 9.25    | 4    | 2    | 8    | 9    | 10   | 10   | 11    |      |      | 10 20 |
| Монголия           | 7.63    |      | 9    | 10   | 8    | 8    | 7    | 5     |      | 7    | 7     |
| Кыргызстан         | 9.44    |      | 7    | 6    | 10   | 11   | 12   | 10    | 8    | 1 12 | 9     |
| Иран               | 10.80   |      |      |      | 12   | 7    | 9    | 12    |      |      | 4 14  |
| Венесуэла          | 10.00   |      | 10   | 11   | 15   | 9    | 8    | 7     |      | 10   | 10    |
| Сирия              | 11.25   |      |      |      |      |      | 13   | 9     |      | 11   | 2 12  |
| Узбекистан         | 7.00    |      |      |      |      |      |      | 1 13  | 6    | 5    | 4     |
| Таджикистан        | 13.00   |      |      | 7    | 14   | 13   | 14   | 7 19  | 3 11 | 2 13 | 3 13  |
| Кувейт             | 13.67   |      | 12   | 9    | 13   | 15   | 15   | 6 18  |      |      |       |
| Ангола             | 14.67   |      | 11   | 12   | 11   | 14   | 19   | 9 21  |      |      |       |
| Куба               | 15.00   |      |      |      |      |      |      | 3 15  |      |      |       |
| Никарагуа          | 15.00   |      |      | 13   | 16   | 16   |      |       |      |      |       |
| Вьетнам            | 11.40   |      |      |      |      |      | 17   | 2 14  | 1 9  | 9    | 8     |
| Мьянма             | 14.00   |      |      |      |      |      | 16   | 5 17  | 4 12 | 3 14 | 1 11  |
| Лаос               | 16.17   |      |      |      |      | 17   | 18   | 8 20  | 2 10 | 5 16 | 6 16  |
| Уганда             | 19.00   |      |      |      |      | 19   | 22   | 4 16  |      |      |       |
| Зимбабве           | 19.20   |      |      |      | 17   | 18   | 20   | 11 23 |      |      | 8 18  |
| ЮАР                | 21.00   |      |      |      |      |      | 21   |       |      |      |       |
| Судан              | 20.50   |      |      |      |      |      |      | 10 22 |      |      | 9 19  |
| Катар              | 17.00   |      |      |      |      |      |      |       | 8 16 | 7 18 |       |
| Республика Конго   | 13.00   |      |      |      |      |      |      |       | 5 13 |      |       |
| Республика Абхазия | 16.00   |      |      |      |      |      |      |       | 6 14 | 6 17 | 7 17  |
| Южная Осетия       | 15.00   |      |      |      |      |      |      |       | 7 15 | 4 15 | 5 15  |
| Мали               | 20.00   |      |      |      |      |      |      |       |      | 8 19 | 11 21 |

| Цвет | Значение                                      |
| ---- | --------------------------------------------- |
|      | Участник                                      |
|      | Участник эстафеты                             |
|      | Участник финальной эстафеты                   |
|      | Участник (Второй дивизион)                    |
|      | Участник эстафеты (Второй дивизион)           |
|      | Участник финальной эстафеты (Второй дивизион) |

## Правила состязаний

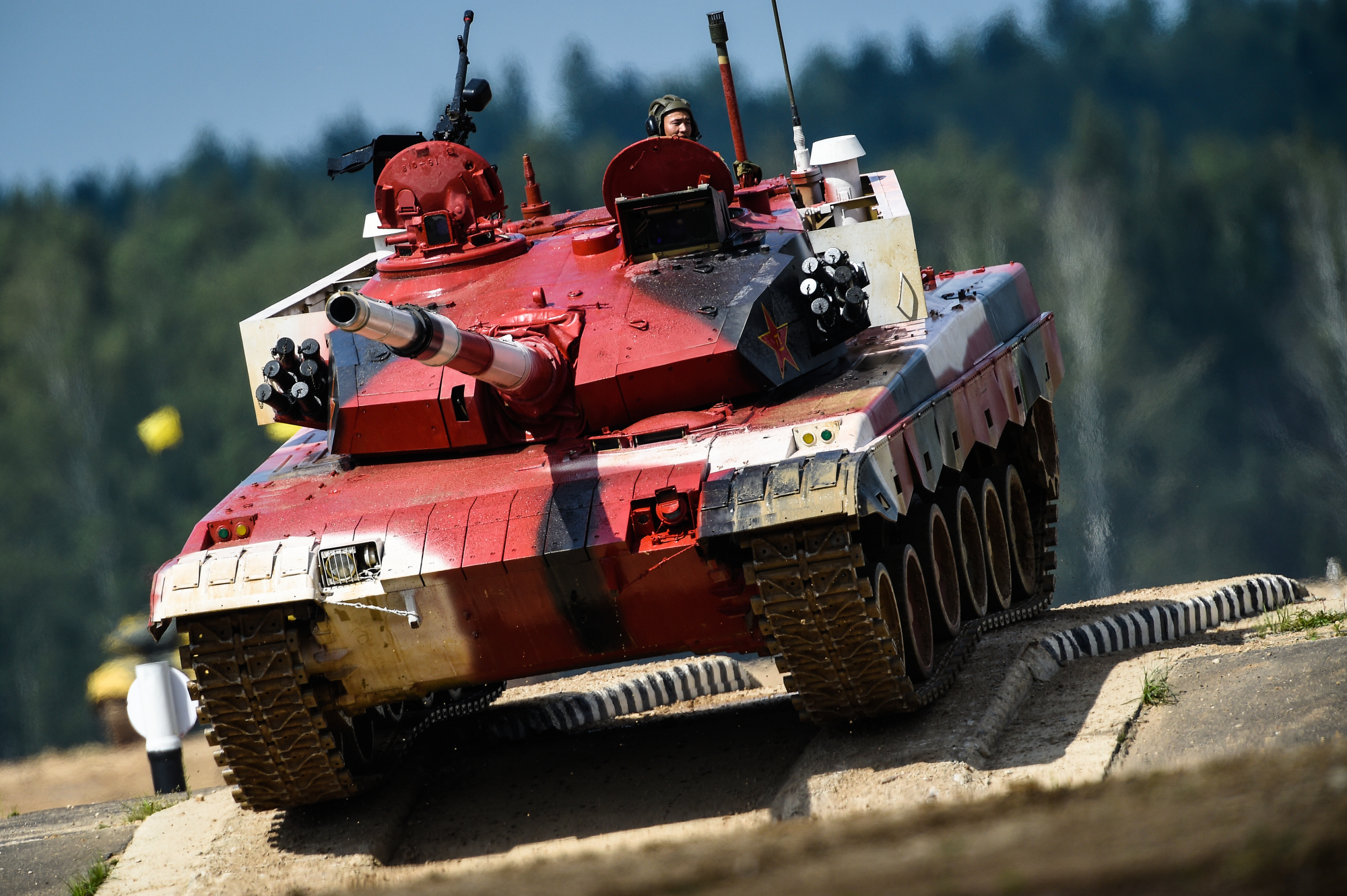
Китайский танк Type 96B преодолевает трассу. 2018 год.

Соревнование состоит из трех этапов:
1. Индивидуальная гонка (участвуют все команды)
2. Эстафета — полуфинал (участвует по 8 команд в каждом дивизионе)
3. Эстафета — финал (участвует по 4 команды в каждом дивизионе)

### Индивидуальная гонка

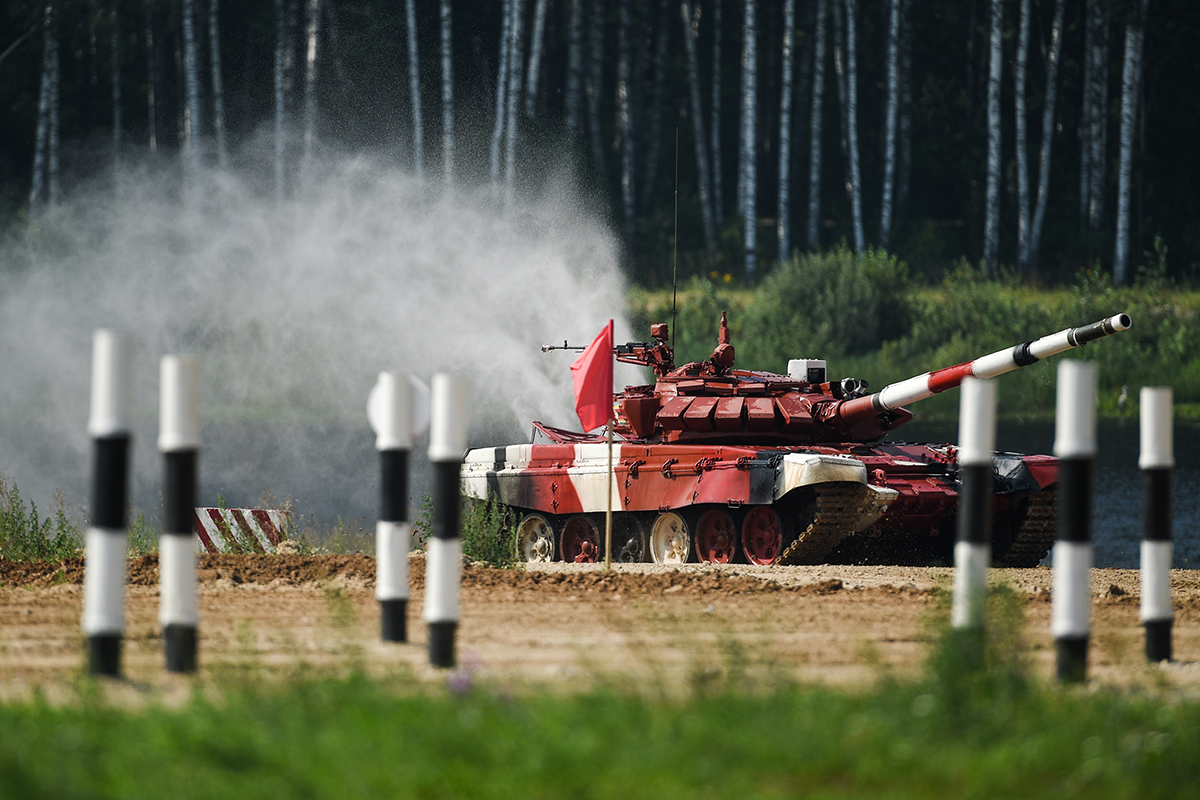
Т-72Б3 в ходе индивидуальной гонки.

Участвует по три экипажа от команды, каждый экипаж на своем танке. Старт раздельный, с интервалом 1-2 мин. (на маршруте одновременно 4 танка). Каждый экипаж проходит три круга по маршруту длиной 3-5 км. Танкистам надо преодолеть множество препятствий, таких как брод, курган, косогор, эскарп, противотанковый ров и другие. На 1 круге стрельба выполняется из пушки тремя штатными артиллерийскими выстрелами по трём целям (цели — мишень №12 «Танк»). На 2 круге выполняется стрельба из зенитного пулемёта (цель — мишень №25 «Вертолёт»). На 3 круге выполняется стрельба из спаренного пулемёта ПКТ (цель — мишень №9 «РПГ»). С Чемпионата мира 2016 года года мишень № 9 «РПГ» делают из стекла, что позволило повысить зрелищность этого упражнения.
За каждую не поражённую цель назначается штрафной круг (500 метров).
C 2021 года за каждую не пораженную мишень экипажу назначается два штрафных круга. При стрельбе из пушки за каждую необстрелянную цель дополнительно назначается штрафной круг.
За неудачные манёвры (наезд на «мину», сбивание ограничительных столбов и другое) экипажам начисляются штрафные баллы.
С Чемпионата мира 2017 года вместо начисления штрафных баллов введены площадки штрафного времени, на которых экипаж, допустивший нарушение, выполняет норматив №1 «Контрольный осмотр машины».
Победитель в первенстве танковых экипажей определяется на основании лучшего времени по результатам этапа «Индивидуальная гонка».
Для определения команд, вышедших в следующий этап (полуфинал, финал этапа «Эстафета»), составляется сводная таблица (рейтинг) результатов заездов, которые определяются как сумма результатов (итогового времени) всех трех экипажей каждой команды, участвующих в этапе «Индивидуальная гонка». Высший результат (рейтинг) соответствует наименьшему командному (суммарному) времени. Команды с наивысшим результатом (рейтингом) получают право на участие в этапе «Эстафета».
До Чемпионата мира 2019 года в полуфинал этапа «Эстафета» выходили 12 команд.
С 2019 года в полуфинал этапа «Эстафета» выходят по восемь команд в каждом дивизионе.

### Эстафета — полуфинал
В соревновании участвуют по три танковых экипажа от каждой команды. Каждый экипаж будет выступать на одном танке, но с возможностью замены экипажа. Экипажи пройдут четыре круга общей протяжённостью от 3 до 5 километров, преодолевая препятствия и поражая цели на трёх огневых рубежах. Один из кругов будет свободным, без огневых задач. Стрельба ведётся из танковой пушки с ходу по трём мишеням №12 «Танк» («Фланговая стрельба»), из спаренного пулемёта с места по трём мишеням №9 «РПГ» и из зенитного пулемёта по мишеням №11 «Противотанковое орудие» и №25 «Вертолёт». Последовательность выполнения стрельб для каждой команды при прохождении дистанции «Эстафета» устанавливается жребием. Старт осуществляется одновременно. За промах по мишени или замену танка назначается штрафной круг (500 метров).
С 2020 года в правила выполнения огневой задачи «Фланговая стрельба» для первых дивизионов были внесены изменения. Если экипаж не смог поразить цель из танковой пушки, вместо штрафных кругов ему необходимо использовать дополнительные снаряды за каждую непоражённую мишень. Только после этого окончательный результат по поражению мишеней будет засчитан, и главный судья сможет принять решение о направлении экипажа на штрафной круг.
За нарушение техники преодоления препятствий (наезд на «мину», сбивание ограничительных столбов и другое) экипаж, допустивший нарушение, выполняет норматив №1 «Контрольный осмотр машины» на площадке штрафного времени.
Результаты танковых экипажей определяются за общее время прохождения маршрута с учётом преодоления препятствий и результатов стрельбы.
Четыре лучшие команды по итогам полуфинальной эстафеты получают право участвовать в финальном конкурсе.

### Эстафета — финал
В финале эстафеты участвуют четыре команды, показавшие лучшие результаты по итогам полуфинальной эстафеты.

## Примечание
1. ↑  Шойгу придумал спорт для тех, кто в танке. РБК daily (14 августа 2013). Дата обращения: 14 августа 2013. Архивировано 15 августа 2013 года.
2. ↑  Танковый биатлон (2013) Все выпуски смотреть онлайн. Дата обращения: 21 сентября 2013. Архивировано 25 сентября 2013 года.
3. ↑  Минобороны РФ. Танковый биатлон приходит в War Thunder (рус.). function.old.mil.ru (19 августа 2020). Дата обращения: 23 августа 2020.
4. ↑  ТАСС: Россия не будет проводить международные соревнования по танковому биатлону и другим армейским играм в 2023 году. Дата обращения: 31 мая 2024. Архивировано 31 мая 2024 года.
5. ↑  Россия отказалась от армейских игр второй год подряд после потери в Украине почти 16 тысяч единиц военной техники
6. ↑  https://armygames2021.mil.ru/tank_biathlon_ru/#/ Архивная копия от 14 сентября 2021 на Wayback Machine Результаты Танкового биатлона 2021
7. ↑  https://tank-biathlon.com/tankovyj-biatlon-2022/ Архивная копия от 15 августа 2022 на Wayback Machine Результаты Танкового биатлона 2022
8. ↑  Танковый биатлон. armygames2017.mil.ru. Дата обращения: 6 августа 2017. Архивировано 6 августа 2017 года.